# Witmaskermiervogel
De witmaskermiervogel (Pithys castaneus) is een zangvogel uit de familie Thamnophilidae (miervogels).

## Verspreiding en leefgebied
Deze soort is endemisch in noordoostelijk Peru.

## Status
De grootte van de populatie wordt geschat op 1500-7000 volwassen vogels. Deze vogel heeft een klein verspreidingsgebied en de aantallen nemen af. Op de Rode lijst van de IUCN heeft deze soort daarom de status gevoelig.